# ソスピーロ
ソスピーロ（伊: Sospiro）は、イタリア共和国ロンバルディア州クレモナ県にある、人口約3,000人の基礎自治体（コムーネ）。

## 地理

### 位置・広がり

#### 隣接コムーネ
隣接するコムーネは以下の通り。
- チェッラ・ダーティ
- マラニーノ
- ピエーヴェ・ドルミ
- ピエーヴェ・サン・ジャコモ
- サン・ダニエーレ・ポー
- ヴェスコヴァート

### 気候分類・地震分類
気候分類では、zona E, 2389 GGに分類される。
また、イタリアの地震リスク階級 (it) では、zona 3 (sismicità bassa) に分類される。

## 行政

### 分離集落
ソスピーロには、以下の分離集落（フラツィオーネ）がある。
- Longardore, San Salvatore, Tidolo